# Blaupunkt-Korallengrundel
Die Blaupunkt-Korallengrundel (Gobiodon histrio) ist ein bis zu 3,5 cm großer Meerwasserfisch. Sie lebt weit verbreitet in den Korallenriffen des Pazifiks und ist von Süd-Japan über Melanesien, das Great Barrier Reef bis Samoa in einer Tiefe von 2 bis 15 Metern anzutreffen. 

## Merkmale
Die stumpfschnäuzigen, seitlich leicht abgeflachten Fische besitzen eine charakteristische blau/grün-rote Zeichnung. Männchen und Weibchen unterscheiden sich äußerlich nicht. In ihrer Haut produzieren sie einen giftigen Schleim, der Fressfeinde abhalten soll.

## Lebensweise
Die Blaupunkt-Korallengrundel lebt eng gebunden an Steinkorallen der Gattung Acropora, nutzt deren Verästelungen zum Schutz und verbringt den Tag meist bewegungslos auf einer erhöhten Position eines Acroporenstocks. Sie ernährt sich von Zooplankton. Auch der Laich wird zwischen den Korallenästen abgelegt. 
Sie wird für die Aquarienhaltung gefangen und wurde bisher nicht nachgezogen. Sie benötigt Wassertemperaturen von 23 bis 28 °C.